# Procaviidae
Los procávidos (Procaviidae), conocidos vulgarmente como damanes, son una familia de mamíferos afroterios del orden Hyracoidea. Su esperanza de vida es de 9 a 14 años. Generalmente, miden entre 30 y 70 cm y su peso es de entre 2 y 5 kg. Se distribuyen por África y Arabia.
Aunque los damanes guardan cierto parecido externo con roedores como el conejo de Indias y/o una marmota, en realidad son ungulados primitivos. Actualmente se consideran como los parientes vivos más próximos a los elefantes y los manatíes, pese a que su aspecto físico sea muy diferente, debido a la evolución divergente.  
Una teoría bastante aceptada postula que esta similitud, habría llevado a los fenicios que alcanzaron las orillas de la península ibérica en el 1100 a. C., a llamar al nuevo país I-sephan-im, el país de los damanes, al confundirlos con los conejos que eran abundantes en la costa, nombre que con el tiempo se convertiría en Hispania.
Los híbridos modernos suelen medir entre 30 y 70 cm (12 y 28 plg) y pesar entre 2 y 5 kg (4 y 11 lb). Se parecen superficialmente a las marmotas o a las picas demasiado grandes, pero paradójicamente están mucho más emparentados con los elefantes y las vacas marinas. Los hiráxidos viven entre 9 y 14 años. Ambos tipos de damanes ([damán de las rocas|P. capensis]] y H. brucei) viven en afloramientos rocosos, incluidos los acantilados de Etiopía
y afloramientos aislados de granito llamados koppies en el sur de África;
Con una excepción, todos los damanes se limitan a África; la excepción es el damán de las rocas (P. capensis) que también se encuentra en zonas adyacentes de Oriente Medio.
En el pasado, los hiráxidos eran un grupo mucho más diverso que abarcaba especies considerablemente mayores que los hiráxidos modernos. Se calcula que el mayor híbrido extinto conocido, Titanohyrax ultimus'], pesaba 600-1300 kilogramos (1322,8-2866,0 lb), comparable a un rinoceronte.
Su morfología confundió a los primeros naturalistas, el científico Gerrie de Graaff[cita requerida] describió algunas de sus características como «una mezcla de todo; sus incisivos se parecen a los de los roedores, sus molares a los de los rinocerontes, su sistema vascular al de las ballenas y sus pies nada menos que a los de los elefantes».

## Comportamiento
Suelen vivir en grupos y se comunican con sus congéneres mediante diversos gritos. Las especies terrestres son diurnas y más gregarias, se refugian de los depredadores en madrigueras y grietas de las rocas. Las especies arbóreas son nocturnas y viven en grupos más pequeños que suelen refugiarse en los huecos de los árboles durante el día. También se alimentan de distintos vegetales dependiendo del tipo de especie.

## Características
Se trata de pequeños herbívoros que ocupan un nicho ecológico y biotopo semejante al de los conejos y son los más parecidos a los pequeños ungulados primitivos de la Era Terciaria del que evolucionó el orden Paenungulata; plantígrados, con cuatro dedos delante y tres en los miembros posteriores, poseen pezuñas y una uña en el dedo interno empleado para rascarse; sus molares son lofodontos (cúspides unidas en crestas); con ciegos en el intestino; son macrosmáticos; útero doble y testículos que permanecen junto a los riñones, como en los elefantes. Las especies del género Procavia son comunes en toda África, salvo Madagascar, y sobre todo en las estepas de Arabia, Palestina y Siria; residen en madrigueras o en los árboles.
Actúan como reservorio de la Leishmania aethiopica en Kenia, Etiopía y Sudán.
A diferencia de la mayoría de los animales de ramoneo y pastoreo, no utilizan los incisivos de la parte delantera de la mandíbula para cortar las hojas y la hierba, sino los molares laterales de la mandíbula. Los dos incisivos superiores son grandes y en forma de colmillo, y crecen continuamente a lo largo de la vida, similares a los de los roedores. Los cuatro incisivos inferiores son "dientes de peine" con surcos profundos. Se produce un diastema entre los incisivos y los dientes de la mejilla. La fórmula dental de los hyraxes es {\displaystyle {\tfrac {1.0.4.3}{2.0.4.3}}}.

## Similitudes con los proboscideos y los sirénidos
A pesar de su pequeño tamaño, los damanes comparten algunas características inusuales con los proboscídeos (elefantes y sus parientes extintos) y sirenios (manatíes y dugongos), por lo que están agrupados en el taxón Paenungulata. Los damanes machos carecen de escroto y sus testículos están en la cavidad abdominal cerca de los riñones,  como los elefantes, manatíes y dugongs. Los damanes hembras tienen un par de mamas cerca de las axilas, similar a los elefantes y los sirenios. Los colmillos de los damanes se desarrollan a partir de los incisivos, al igual que los elefantes; la mayoría de los mamíferos los desarrollan a partir de los caninos. Los damanes, como los elefantes, tienen uñas planas, en vez de garras como en muchos otros mamíferos.

## Evolución
Todos los damanes modernos pertenecen a la familia Procaviidae (la única familia viva dentro de Hyracoidea) y sólo se encuentran en África y Oriente Medio. En el pasado, sin embargo, los damanes eran más diversos y estaban más extendidos. El orden aparece por primera vez en el registro fósil en un yacimiento de Oriente Próximo en forma de Dimaitherium, hace 37 millones de años. Durante muchos millones de años, los damanes, los proboscídeos y otros mamíferos afroterios fueron los principales herbívoros terrestres de África, al igual que los ungulados de dedos impares lo fueron en Norteamérica.
Entre mediados y finales del Eoceno existían muchas especies diferentes, las más pequeñas tenían el tamaño de un ratón, pero otras eran mucho mayores que sus parientes actuales. El Titanohyrax podía alcanzar los 600 kg (1.300 lb) o incluso más de 1.300 kg (2.900 lb). El Megalohyrax del Eoceno superior-Oligoceno inferior era tan grande como el tapir. Sin embargo, durante el Mioceno, la competencia de los bóvidos, que acababan de desarrollarse y eran herbívoros y ramoneadores muy eficientes, desplazó a los hyraxes a nichos marginales. No obstante, el orden se mantuvo extendido y diverso hasta finales del Plioceno (hace unos dos millones de años), con representantes en la mayor parte de África, Europa y Asia.
Los descendientes de los "hiracoideos" gigantes (antepasados comunes de los procávidos, elefantes y sirenios) evolucionaron de distintas formas. Algunos se hicieron más pequeños y evolucionaron hasta convertirse en la familia moderna de los procávidos. Otros parecen haberse refugiado en el agua (tal vez como el capibara moderno), dando lugar finalmente a la familia de los elefantes y quizá también a los sirenios. Las pruebas de ADN apoyan esta hipótesis, y los pequeños hiráxidos modernos comparten numerosas características con los elefantes, como las uñas de los pies, un oído excelente, almohadillas sensibles en los pies, colmillos pequeños, buena memoria, funciones cerebrales superiores a las de otros mamíferos similares y la forma de algunos de sus huesos.
A veces se dice que los procávidos son los parientes vivos más cercanos del elefante, aunque no está claro que sea así. Recientes clasificaciones morfológicas y moleculares revelan que los sirenios son los parientes vivos más cercanos de los elefantes. Aunque los damanes están estrechamente emparentados, forman un grupo taxonómico externo al conjunto de elefantes, sirenios y los órdenes extintos Embrithopoda y Desmostylia.
La extinta familia de meridiungulados Archaeohyracidae, formada por siete géneros de mamíferos notoungulados conocidos desde el Paleoceno hasta el Oligoceno de Sudamérica, es un grupo no relacionado con los verdaderos procávidos.

## Géneros y especies
Se han descrito los siguientes géneros y especies:
- Género Gigantohyrax Kitching, 1965 †
  - Gigantohyrax maguirei Kitching, 1965
- Género Rupestrohyrax Pickford, 2015 †
  - Rupestrohyrax palustris Pickford, 2015 †
- Género Dendrohyrax
  - Dendrohyrax arboreus
  - Dendrohyrax dorsalis
- Género Heterohyrax
  - Heterohyrax auricampensis Rasmussen, Pickford, Mein, Senut & Conroy, 1996 †
  - Heterohyrax brucei
- Género Procavia
  - Procavia antiqua Broom, 1934 †
  - Procavia capensis (Pallas, 1766)
  - Procavia pliocenica Pickford, 2005 †
  - Procavia transvaalensis Shaw, 1937 †

## Especies existentes
En la década de 2000, los taxónomos redujeron el número de especies reconocidas de damanes. En 1995, se reconocían 11 especies o más, pero en 2013, sólo se reconocían cuatro, considerándose todas las demás como subespecies de una de las cuatro reconocidas. Se han descrito más de 50 subespecies, muchas de las cuales se consideran muy amenazadas. La especie identificada más recientemente es Dendrohyrax interfluvialis, que es un damán arbóreo que vive entre los ríos Volta y Níger, pero emite un ladrido único que se distingue de las vocalizaciones chillonas de los damanes que habitan en otras regiones de la zona boscosa africana.
El siguiente cladograma muestra la relación entre los géneros existentes:

|  | \| \| Dendrohyrax arboreus, damán arborícola meridional \| \| \| \| \| \| Dendrohyrax validus, damán arborícola oriental[24] \| \| \| \| |
|  | |
|  | Dendrohyrax dorsalis, damán arborícola occidental                                                                                        |
|  | |
|  | Dendrohyrax interfluvialis, damán arborícola de Benín                                                                                    |
|  | |
|  | Dendrohyrax arboreus, damán arborícola meridional                                                                                        |
|  | |
|  | Dendrohyrax validus, damán arborícola oriental                                                                                           |
|  | |

|  | Dendrohyrax arboreus, damán arborícola meridional |
|  |                                                   |
|  | Dendrohyrax validus, damán arborícola oriental    |
|  |                                                   |

|  | \| \| Dendrohyrax arboreus, damán arborícola meridional \| \| \| \| \| \| Dendrohyrax validus, damán arborícola oriental[24] \| \| \| \| |
|  | |
|  | Dendrohyrax dorsalis, damán arborícola occidental                                                                                        |
|  | |
|  | Dendrohyrax interfluvialis, damán arborícola de Benín                                                                                    |
|  | |
|  | Dendrohyrax arboreus, damán arborícola meridional                                                                                        |
|  | |
|  | Dendrohyrax validus, damán arborícola oriental                                                                                           |
|  | |

|  | Dendrohyrax arboreus, damán arborícola meridional |
|  |                                                   |
|  | Dendrohyrax validus, damán arborícola oriental    |
|  |                                                   |

| Heterohyrax | Heterohyrax brucei, damán de Bruce                  |
| (genus)     | Heterohyrax brucei, damán de Bruce                  |
| Procavia    | Procavia capensis, damán de El Cabo o damán roquero |
| (genus)     | Procavia capensis, damán de El Cabo o damán roquero |

|  | \| \| Dendrohyrax arboreus, damán arborícola meridional \| \| \| \| \| \| Dendrohyrax validus, damán arborícola oriental[24] \| \| \| \| |
|  | |
|  | Dendrohyrax dorsalis, damán arborícola occidental                                                                                        |
|  | |
|  | Dendrohyrax interfluvialis, damán arborícola de Benín                                                                                    |
|  | |
|  | Dendrohyrax arboreus, damán arborícola meridional                                                                                        |
|  | |
|  | Dendrohyrax validus, damán arborícola oriental                                                                                           |
|  | |

|  | Dendrohyrax arboreus, damán arborícola meridional |
|  |                                                   |
|  | Dendrohyrax validus, damán arborícola oriental    |
|  |                                                   |

|  | \| \| Dendrohyrax arboreus, damán arborícola meridional \| \| \| \| \| \| Dendrohyrax validus, damán arborícola oriental[24] \| \| \| \| |
|  | |
|  | Dendrohyrax dorsalis, damán arborícola occidental                                                                                        |
|  | |
|  | Dendrohyrax interfluvialis, damán arborícola de Benín                                                                                    |
|  | |
|  | Dendrohyrax arboreus, damán arborícola meridional                                                                                        |
|  | |
|  | Dendrohyrax validus, damán arborícola oriental                                                                                           |
|  | |

|  | Dendrohyrax arboreus, damán arborícola meridional |
|  |                                                   |
|  | Dendrohyrax validus, damán arborícola oriental    |
|  |                                                   |

| Heterohyrax | Heterohyrax brucei, damán de Bruce                  |
| (genus)     | Heterohyrax brucei, damán de Bruce                  |
| Procavia    | Procavia capensis, damán de El Cabo o damán roquero |
| (genus)     | Procavia capensis, damán de El Cabo o damán roquero |

|  | \| \| Dendrohyrax arboreus, damán arborícola meridional \| \| \| \| \| \| Dendrohyrax validus, damán arborícola oriental[24] \| \| \| \| |
|  | |
|  | Dendrohyrax dorsalis, damán arborícola occidental                                                                                        |
|  | |
|  | Dendrohyrax interfluvialis, damán arborícola de Benín                                                                                    |
|  | |
|  | Dendrohyrax arboreus, damán arborícola meridional                                                                                        |
|  | |
|  | Dendrohyrax validus, damán arborícola oriental                                                                                           |
|  | |

|  | Dendrohyrax arboreus, damán arborícola meridional |
|  |                                                   |
|  | Dendrohyrax validus, damán arborícola oriental    |
|  |                                                   |

|  | \| \| Dendrohyrax arboreus, damán arborícola meridional \| \| \| \| \| \| Dendrohyrax validus, damán arborícola oriental[24] \| \| \| \| |
|  | |
|  | Dendrohyrax dorsalis, damán arborícola occidental                                                                                        |
|  | |
|  | Dendrohyrax interfluvialis, damán arborícola de Benín                                                                                    |
|  | |
|  | Dendrohyrax arboreus, damán arborícola meridional                                                                                        |
|  | |
|  | Dendrohyrax validus, damán arborícola oriental                                                                                           |
|  | |

|  | Dendrohyrax arboreus, damán arborícola meridional |
|  |                                                   |
|  | Dendrohyrax validus, damán arborícola oriental    |
|  |                                                   |

| Heterohyrax | Heterohyrax brucei, damán de Bruce                  |
| (genus)     | Heterohyrax brucei, damán de Bruce                  |
| Procavia    | Procavia capensis, damán de El Cabo o damán roquero |
| (genus)     | Procavia capensis, damán de El Cabo o damán roquero |

|  | \| \| Dendrohyrax arboreus, damán arborícola meridional \| \| \| \| \| \| Dendrohyrax validus, damán arborícola oriental[24] \| \| \| \| |
|  | |
|  | Dendrohyrax dorsalis, damán arborícola occidental                                                                                        |
|  | |
|  | Dendrohyrax interfluvialis, damán arborícola de Benín                                                                                    |
|  | |
|  | Dendrohyrax arboreus, damán arborícola meridional                                                                                        |
|  | |
|  | Dendrohyrax validus, damán arborícola oriental                                                                                           |
|  | |

|  | Dendrohyrax arboreus, damán arborícola meridional |
|  |                                                   |
|  | Dendrohyrax validus, damán arborícola oriental    |
|  |                                                   |

|  | \| \| Dendrohyrax arboreus, damán arborícola meridional \| \| \| \| \| \| Dendrohyrax validus, damán arborícola oriental[24] \| \| \| \| |
|  | |
|  | Dendrohyrax dorsalis, damán arborícola occidental                                                                                        |
|  | |
|  | Dendrohyrax interfluvialis, damán arborícola de Benín                                                                                    |
|  | |
|  | Dendrohyrax arboreus, damán arborícola meridional                                                                                        |
|  | |
|  | Dendrohyrax validus, damán arborícola oriental                                                                                           |
|  | |

|  | Dendrohyrax arboreus, damán arborícola meridional |
|  |                                                   |
|  | Dendrohyrax validus, damán arborícola oriental    |
|  |                                                   |

| Heterohyrax | Heterohyrax brucei, damán de Bruce                  |
| (genus)     | Heterohyrax brucei, damán de Bruce                  |
| Procavia    | Procavia capensis, damán de El Cabo o damán roquero |
| (genus)     | Procavia capensis, damán de El Cabo o damán roquero |